# The Greaser's Gauntlet
The Greaser's Gauntlet è un cortometraggio del 1908 diretto da David W. Griffith che lo sceneggiò insieme a Stanner E.V. Taylor. Il film, interpretato da Wilfred Lucas, Arthur V. Johnson e Marion Leonard - girato nel New Jersey, a Shadyside - venne prodotto dall'American Mutoscope and Biograph Company che lo distribuì nelle sale l'11 agosto 1908. Il film è la nona regia di Griffith.

## Produzione
Girato nel New Jersey, a Shadyside, il film venne prodotto dall'American Mutoscope and Biograph Company.

## Distribuzione
Il copyright del film, richiesto dall'American Mutoscope and Biograph Co., la compagnia che distribuì la pellicola l'11 agosto, fu registrato il 6 agosto 1908 con il numero H114338.